# Cratichneumon w-album
Cratichneumon w-album là một loài tò vò trong họ Ichneumonidae.